# 多摩動物公園駅
多摩動物公園駅（たまどうぶつこうえんえき）は、東京都日野市程久保にある、京王電鉄・多摩都市モノレールの駅である。
駅前に多摩動物公園が立地する。
当駅 - 高幡不動駅間は京王動物園線と多摩都市モノレール線の併走区間となっている。ただし、途中の程久保駅は多摩モノレールのみに設置されており、同駅に京王のホームは設けられていない。

## 利用可能な鉄道路線
- 京王電鉄
  - 動物園線（終着駅）
- 多摩都市モノレール
  - 多摩都市モノレール線

当駅における両線間の連絡運輸設定はない。

## 歴史
- 1964年（昭和39年）4月29日：京王帝都電鉄多摩動物公園線（現・京王電鉄動物園線）開通時に開設。
- （時期不明）：多摩動物公園線が動物園線へ改称、同線の駅となる。
- 2000年（平成12年）1月10日：多摩都市モノレール線の駅が開設[1]。
- 2013年（平成25年）10月10日：京王電鉄の駅に「京王れーるランド」の副駅名設定。
- 2024年（令和6年）2月16日：京王電鉄の駅が無人駅化[2]。

## 駅構造
程久保川と都道503号相模原立川線を挟んで、両社線構内が独立している。

### 京王電鉄
動物園線の終着駅であり、多摩動物公園の正門と多摩モノレールの駅舎からは都道を挟んで反対側に位置する。京王西管区所属。駅番号はKO47。
頭端式ホーム1面2線を有する地上駅。2番線ホーム有効長は4両編成分で、転落防止柵が設置されている。臨時列車等で新宿方面からの直通電車が運転される際は1番線を使用する。
駅員は常駐しておらず、高幡不動駅よりインターホンでの対応となっている。
多摩モノレール線開業前は、当駅が中央大学・明星大学の最り駅であった。1番線の南側に歩行者通路が整備されており、改札を出て左に進むと明星大学の旧正門がある程久保二・三丁目方面へ通行出来るようになっている。
元来、当駅は多客時対策として両ホーム共に乗降分離が可能な構造で建設されており、両側に降車ホームがあった。その後、改札口に通じる箇所が柵で閉め切られ、使用停止となり、2010年（平成22年）4月までにトイレと通路部分を除いて撤去された。これを利用してフリーマーケットなどのイベントが開催されていた。平日昼間は閑散とした終着駅であり、駅構内が広く、京王電鉄が協力的なこともあり、府中競馬正門前駅とともにテレビ番組やCMのロケーション撮影に使用される場合が多かった。2013年（平成25年）現在、その跡地には多摩動物公園で見られる動物の写真などが掲示された看板が設置されている。また、1番線に電車を停車させてイベントを開催する時がある。
トイレはかつて1番線側の降車ホームに設置されていたが、新しい京王れーるランド建設に伴い、2013年（平成25年）7月31日より旧・京王れーるランド側に移設し、リニューアルした。また、外壁は動物のイラストが施されている。ユニバーサルデザインの一環として「だれでもトイレ」を併設する。
駅舎に併設する形で「京王れーるランド」があり、多摩動物公園へ来園する子供を主な対象に京王の鉄道グッズなどを販売していたが、2013年（平成25年）8月25日に旧施設の営業を終了した。その後、施設を反対側に移転し、同年10月10日にリニューアルオープンした。当駅についても、駅舎・トイレ・ホーム大規模リニューアルを実施し、駅全体が動物園スタイルに改装すると共に、「（京王れーるランド）」の副駅名を導入した。
現在、京王れーるランド車両展示スペースがある場所は、同施設の建設以前は駅前広場であった。ここには1969年（昭和44年） - 1996年（平成8年）までデハ2400形2410号が保存展示されていた。同車はその後、京王平山研修センター内の京王資料館に移設され、跡地は植込みとなっていたが、2013年（平成25年）4月に京王れーるランドの拡張リニューアルに伴い、以前の保存場所に戻ることとなった。
京王電鉄は2018年（平成30年）春、駅舎を挟んで京王れーるランドの反対側（多摩都市モノレール寄り）に子供向け遊戯施設「京王あそびの森HUGHUG（ハグハグ）」を開設している。
かつて、京王電鉄で唯一、トライビジョン式発車標を使用していた。

#### のりば
| 番線 | 路線     | 行先                                |
| ---- | -------- | ----------------------------------- |
| 1    | 動物園線 | 高幡不動・調布・明大前・新宿方面    |
| 2    | 動物園線 | 高幡不動方面（4両編成ワンマン専用） |

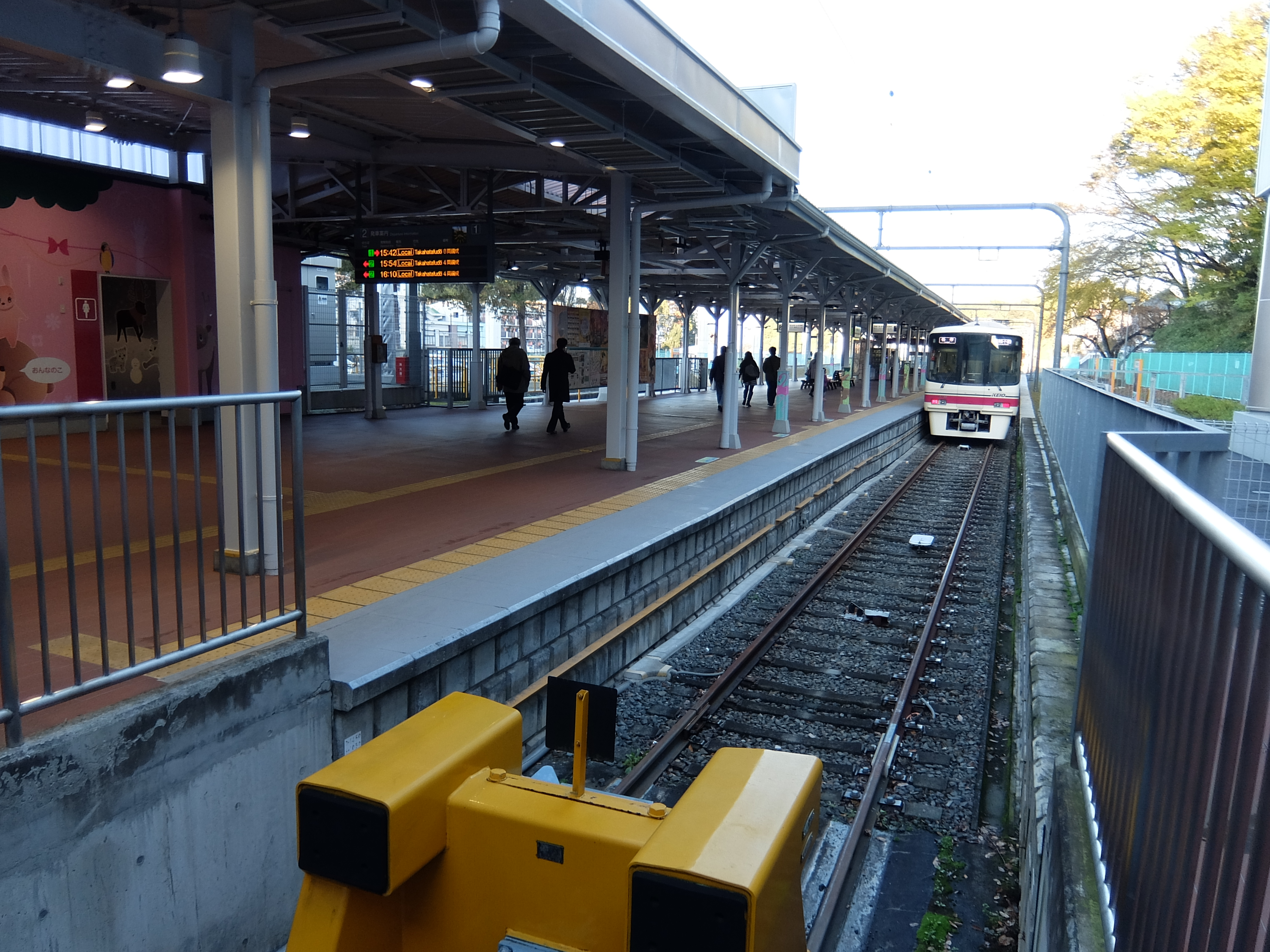
京王動物園線ホーム（2014年11月）
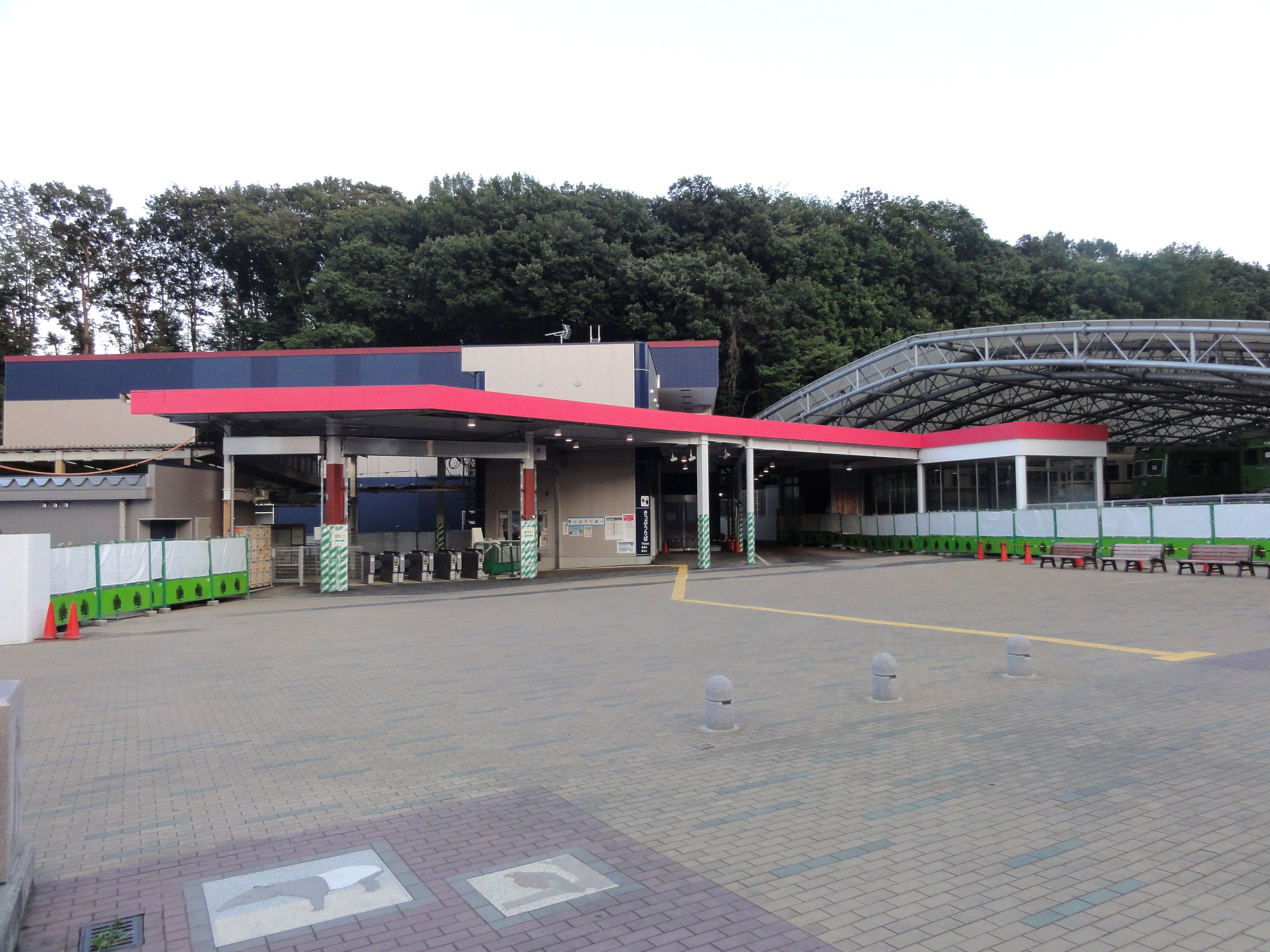
リニューアル中の駅舎（2013年8月）
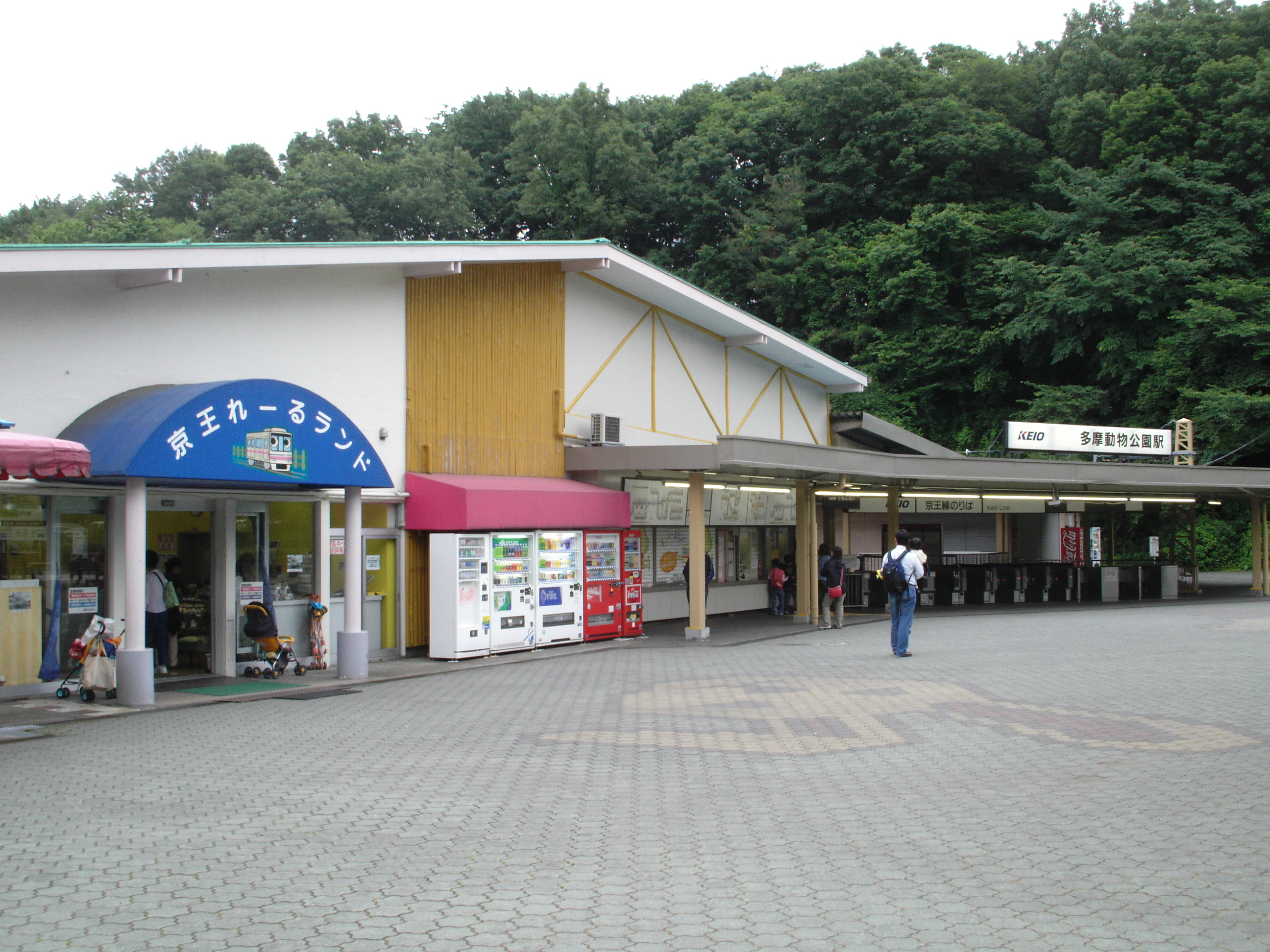
リニューアル前の駅舎（2006年6月）
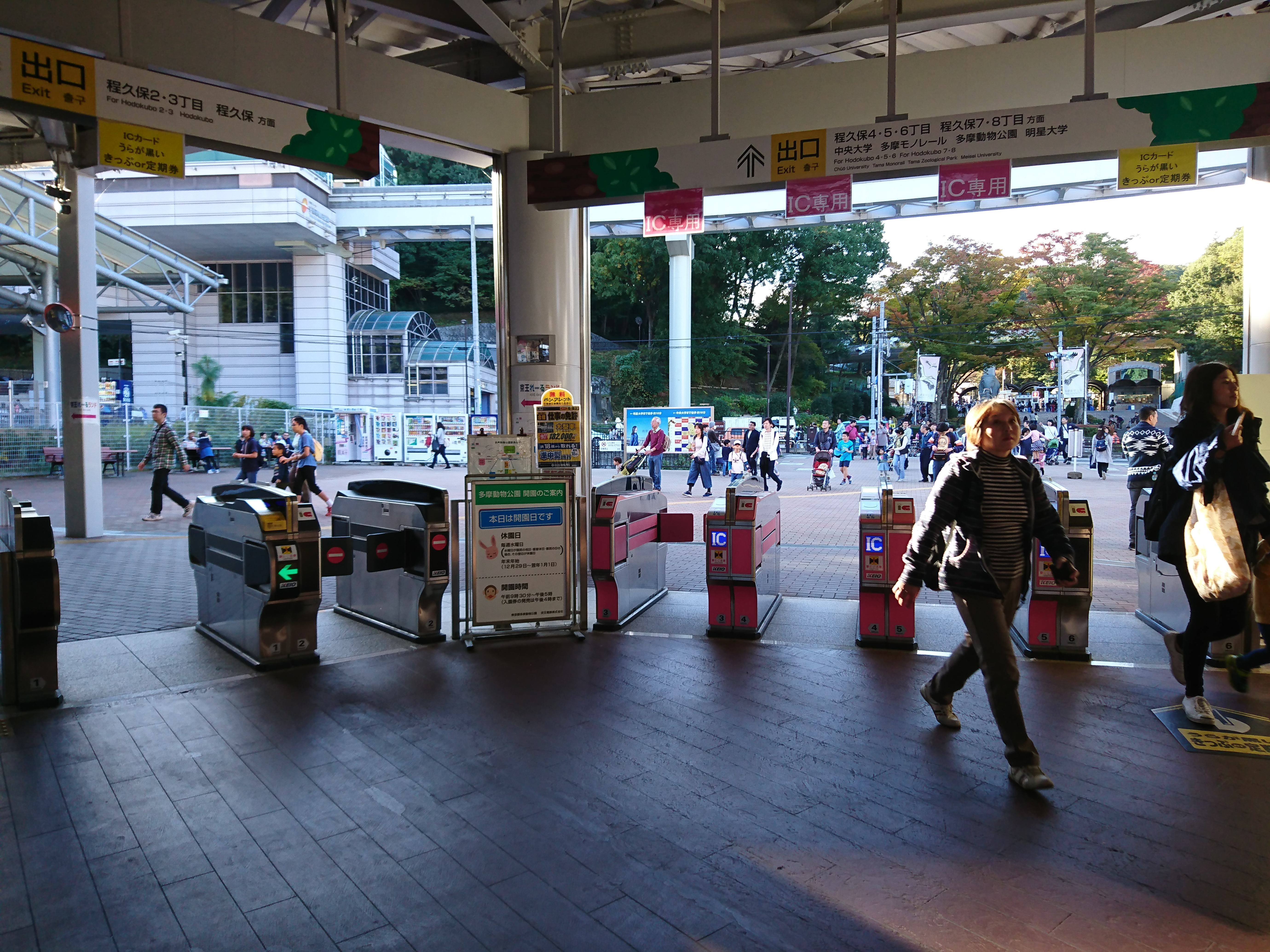
改札内より改札口を見る（リニューアル後）。左奥に多摩モノレール駅舎が、右奥には多摩動物公園入園口が見える（2017年11月3日）

### 多摩都市モノレール
相対式ホーム2面2線を有する高架駅。駅は道路脇上（正門前）にある。駅番号はTT05。
かつて、コンコース内に1000系電車運転台部分モックアップが設置されていたが、その後木製四角い待合室風の小屋となり、中には木製ベンチと、多摩動物公園建設経緯や歴史についての展示がある。

#### のりば
| 番線 | 路線                 | 行先             |
| ---- | -------------------- | ---------------- |
| 1    | 多摩都市モノレール線 | 上北台方面       |
| 2    | 多摩都市モノレール線 | 多摩センター方面 |

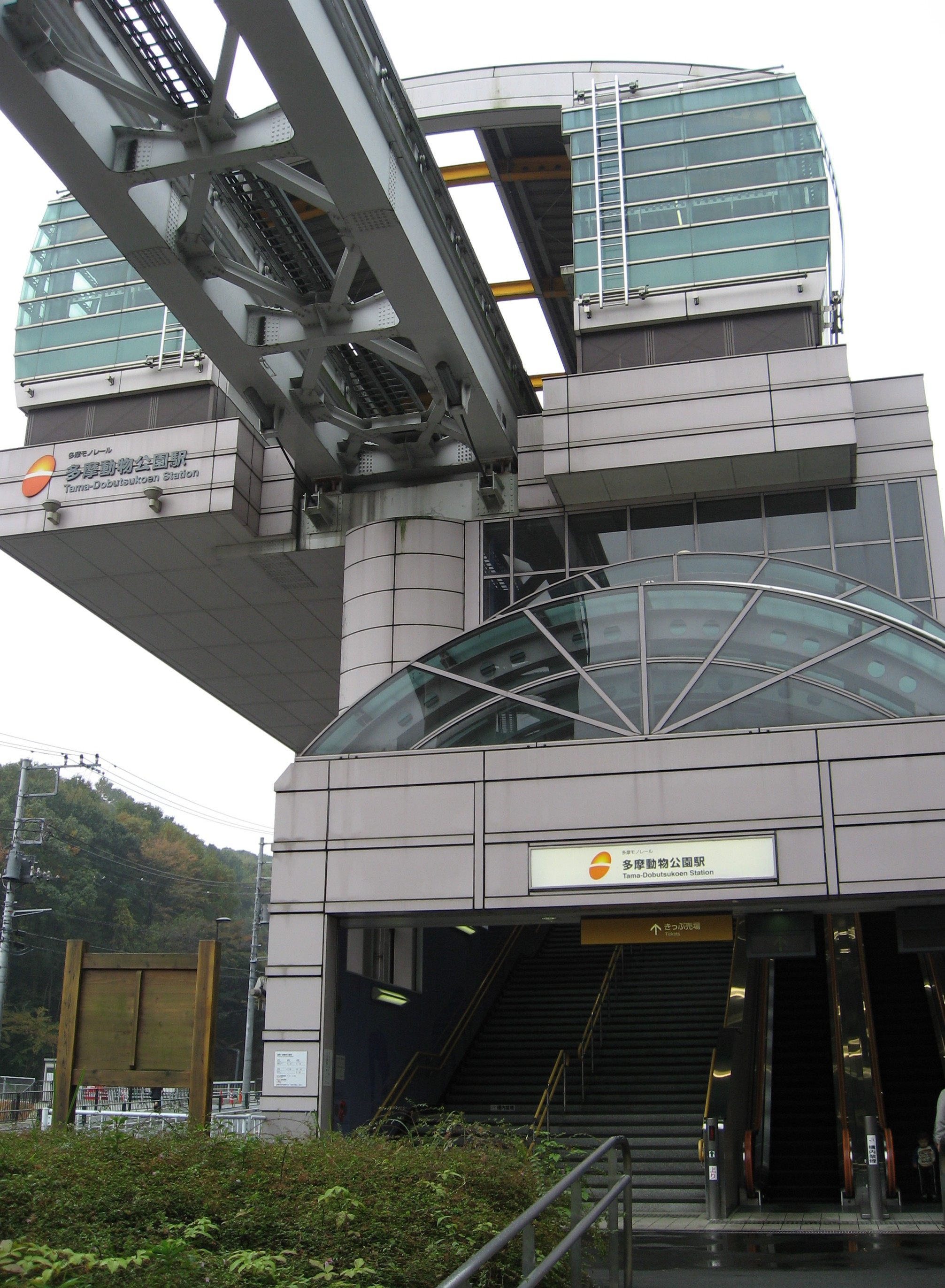
駅入口（2008年11月）
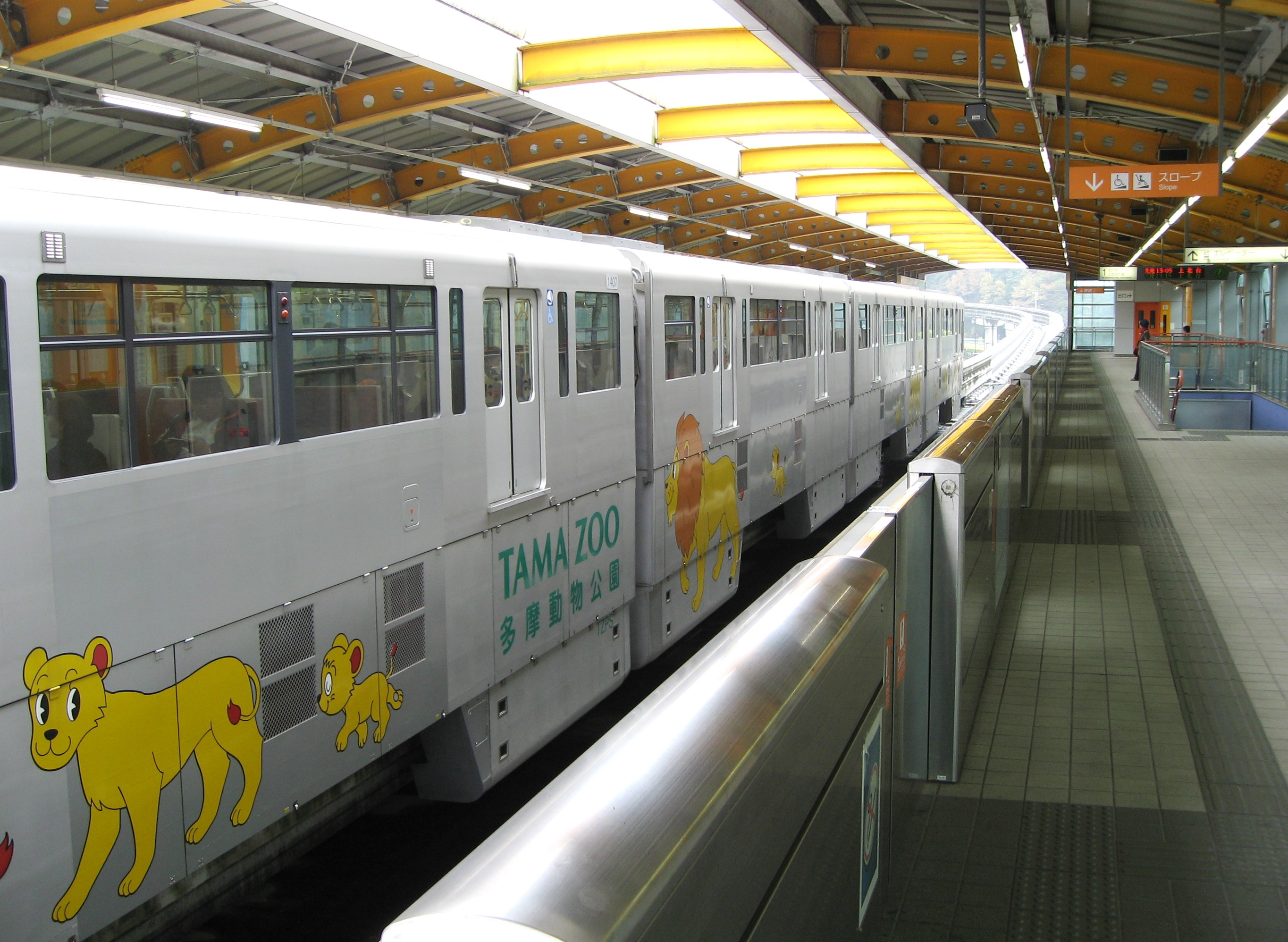
駅に停車中のライオンのイラストが描かれた1000系（2008年11月）

## 利用状況
- 京王電鉄：2024年度（令和6年度）の1日平均乗降人員は4,006人である[京王 1]。京王電鉄全駅では府中競馬正門前駅、長沼駅に次いで3番目に乗降客数が少ない。
  - 1970年代後半には中央大学移転に伴って乗降人員が大幅に増加したが、多摩都市モノレール開通に伴い通学需要が激減、乗降人員は大きく減少した。但し、「多摩動物公園駅」利用に限定した場合はモノレールよりも乗降人員が多い。
- 多摩都市モノレール：2022年度（令和4年度）の1日平均乗車人員は1,077人である[モノ 1]。

近年の1日平均乗降・乗車人員の推移は以下の通り。
| 年度               | 京王電鉄         | 京王電鉄         | 多摩都市 モノレール | 出典     |
| 年度               | 1日平均 乗降人員 | 1日平均 乗車人員 | 1日平均 乗車人員    | 出典     |
| ------------------ | ---------------- | ---------------- | ------------------- | -------- |
| 1964年（昭和39年） | 3,338            |                  | 未開業              |          |
| 1965年（昭和40年） | 5,054            |                  | 未開業              |          |
| 1970年（昭和45年） | 11,301           |                  | 未開業              |          |
| 1975年（昭和50年） | 12,799           |                  | 未開業              |          |
| 1980年（昭和55年） | 37,338           |                  | 未開業              |          |
| 1981年（昭和56年） | 37,619           |                  | 未開業              |          |
| 1985年（昭和60年） | 34,323           |                  | 未開業              |          |
| 1990年（平成02年） | 30,403           | 15,195           | 未開業              | [ * 1 ]  |
| 1991年（平成03年） |                  | 15,508           | 未開業              | [ * 2 ]  |
| 1992年（平成04年） |                  | 15,649           | 未開業              | [ * 3 ]  |
| 1993年（平成05年） |                  | 15,742           | 未開業              | [ * 4 ]  |
| 1994年（平成06年） |                  | 15,762           | 未開業              | [ * 5 ]  |
| 1995年（平成07年） | 31,648           | 15,683           | 未開業              | [ * 6 ]  |
| 1996年（平成08年） |                  | 15,230           | 未開業              | [ * 7 ]  |
| 1997年（平成09年） |                  | 14,515           | 未開業              | [ * 8 ]  |
| 1998年（平成10年） |                  | 14,222           | 未開業              |          |
| 1999年（平成11年） | 27,763           | 13,631           | 1,449               | [ * 9 ]  |
| 2000年（平成12年） | 19,322           | 9,205            | 1,274               | [ * 10 ] |
| 2001年（平成13年） |                  | 7,230            | 1,271               | [ * 11 ] |
| 2002年（平成14年） |                  | 6,208            | 1,225               | [ * 12 ] |
| 2003年（平成15年） | 11,522           | 5,355            | 1,205               | [ * 13 ] |
| 2004年（平成16年） | 10,188           | 4,707            | 1,138               | [ * 14 ] |
| 2005年（平成17年） | 9,258            | 4,479            | 1,232               | [ * 15 ] |
| 2006年（平成18年） | 7,844            | 4,014            | 1,261               | [ * 16 ] |
| 2007年（平成19年） | 7,026            | 3,563            | 1,216               | [ * 17 ] |
| 2008年（平成20年） | 6,599            | 3,364            | 1,265               | [ * 18 ] |
| 2009年（平成21年） | 6,107            | 3,104            | 1,219               | [ * 19 ] |
| 2010年（平成22年） | 5,961            | 3,019            | 1,109               | [ * 20 ] |
| 2011年（平成23年） | 5,958            | 3,032            | 1,074               | [ # 1 ]  |
| 2012年（平成24年） | 6,290            | 3,202            | 1,093               | [ # 1 ]  |
| 2013年（平成25年） | 6,616            | 3,377            | 1,249               | [ # 1 ]  |
| 2014年（平成26年） | 6,539            | 3,334            | 1,252               | [ # 1 ]  |
| 2015年（平成27年） | 6,584            | 3,344            | 1,262               | [ # 1 ]  |
| 2016年（平成28年） | 6,483            | 3,287            | 1,157               |          |
| 2017年（平成29年） | 6,562            | 3,350            | 1,243               |          |
| 2018年（平成30年） | 6,609            | 3,322            | 1,219               |          |
| 2019年（令和元年） | 6,073            | 3,068            | 1,166               |          |
| 2020年（令和02年） | 2,295            | 1,141            | 666                 |          |
| 2021年（令和03年） | 2,948            | 1,475            | 774                 |          |
| 2022年（令和04年） | 4,207            |                  | 1,077               |          |
| 2023年（令和05年） | 4,108            |                  |                     |          |
| 2024年（令和06年） | 4,006            |                  |                     |          |

## 駅周辺
- 京王れーるランド
- 京王あそびの森 HUGHUG[7] - 木育・知育・体育をテーマとした屋内型児童施設。カフェやコンビニ（セブン-イレブン京王多摩動物公園駅店）を併設。
  - 屋外アスレチック HUGTRATOPS 屋外施設。
- 多摩動物公園
- 中央大学 多摩キャンパス
- 明星大学 日野キャンパス

## バス路線
かつては同駅から中央大学、多摩センター方面への路線も運行していたが、多摩都市モノレール開業によって代替廃止された。2009年（平成21年）9月までは多摩テック方面も存在したが、閉園直前に運行を終えている。
現在は高幡不動駅方面が土曜日の早朝に1便運行される。
バス乗り場
- 高11：高幡不動駅（下程久保経由）

2012年（平成24年）4月28日より高速バス「多摩河口湖線」が当停留所へ乗り入れたが、2014年（平成26年）3月31日限りで廃止された。

## その他
- 京王帝都電鉄時代に全廃となった初代5000系やグリーン車の先頭車前面行先表示器の当駅表示コマには、多摩動物公園に因みライオンの横顔がバックにデザインされていた。この幕は後に方向幕梱包テープとして商品化され、京王電鉄線の他駅の行き先幕（※一部の終着駅を除く）も同品に収録された[8]。
- 映画『ふりむけば愛』（1978年公開）では、山口百恵がホームへ降り立つシーンで、当駅の京王線ホームがロケに使用されている。

## 隣の駅
京王電鉄
 動物園線
■各駅停車
高幡不動駅 (KO29) - 多摩動物公園駅 (KO47)
多摩都市モノレール
 多摩都市モノレール線
程久保駅 (TT06) - 多摩動物公園駅 (TT05) - 中央大学・明星大学駅 (TT04)